# Sergestoidea
Sergestoidea (лат.) — надсемейство десятиногих раков (Decapoda), одно из двух надсемейств отряда Dendrobranchiata. Все виды являются планктонными и встречаются во многих морях по всему миру. Они совершают важные вертикальные миграции; днём они находятся у дна, а ночью поднимаются ближе к поверхности. Их поедают рыбы и головоногие моллюски.
Включает два семейства:
- Luciferidae De Haan, 1849
- Sergestidae Dana, 1852